# Adrenokortikotropt hormon
Adrenokortikotropt hormon (ACTH) (eller kortikotropin) er et peptidhormon der produceres af hypofysens forlap i hjernen.
Hormonets funktion er at kontrollere produktionen og sekretionen af specifikke hormoner i binyrebarken (adrenale hormoner).
Frigivelsen af ACTH styres delvist af hypothalamus ved hjælp af kortikotropinreleasing hormone (CRH), der frigives som respons til lav koncentration af binyrebarkhormoner.
Stress kan have en indvirkning på frigivelsen af ACTH, da stress stimulerer frigivelsen af CRH.